# Liste der Monuments historiques in Saint-Christophe-Dodinicourt
Die Liste der Monuments historiques in Saint-Christophe-Dodinicourt führt die Monuments historiques in der französischen Gemeinde Saint-Christophe-Dodinicourt auf.

## Liste der Immobilien
| Bezeichnung                        | Beschreibung | Standort                              | Kennzeichnung | Schutzstatus | Datum | Bild |
| ---------------------------------- | ------------ | ------------------------------------- | ------------- | ------------ | ----- | ---- |
| Römerstraße Troyes–Naix-aux-Forges |              | westlich und südlich des Ortes (Lage) | PA00078217    | Inscrit      | 1982  |      |

## Liste der Objekte
| Bezeichnung                     | Beschreibung                                        | Standort                           | Kennzeichnung | Schutzstatus | Datum | Bild |
| ------------------------------- | --------------------------------------------------- | ---------------------------------- | ------------- | ------------ | ----- | ---- |
| Skulptur Heiliger Christophorus | Holz, farbig gefasst und vergoldet, 16. Jahrhundert | in der Kirche St-Christophe (Lage) | PM10001917    | Classé       | 1980  |      |